# Пепелиште
Пепелиште (мкд. Пепелиште) је насеље у Северној Македонији, у средишњем делу државе. Пепелиште је насеље у оквиру општине Неготино.
Пепелиште има велики значај за српску заједницу у Северној Македонији, пошто Срби чине значајну мањину у насељу.

## Географија
Пепелиште је смештено у средишњем делу Северне Македоније. Од најближег већег града, Кавадараца, насеље је удаљено 20 km североисточно.
Насеље Пепелиште се налази у историјској области Тиквеш. Село је смештено у долини реке Вардар, у источном делу Тиквешке котлине. Насеље је положено на приближно 130 метара надморске висине, у равничарском подручју.
Месна клима је измењена континентална са значајним утицајем Егејског мора (жарка лета).

## Становништво
Пепелиште је према последњем попису из 2021. године имало 992 становника. Почетком 20. века претежно становништво били су Турци, који у већини су после Првог светског рата иселили у матицу, а на њихово место дошли су преци данашњих становника.
Претежна вероисповест месног становништва је православље.
| Национални састав према попису из 2021.‍ | Национални састав према попису из 2021.‍ | Национални састав према попису из 2021.‍ | Национални састав према попису из 2021.‍ | Национални састав према попису из 2021.‍ |
| --------------------------------------- | --------------------------------------- | --------------------------------------- | --------------------------------------- | --------------------------------------- |
|                                         |                                         |                                         |                                         |                                         |
| Македонци                               | Македонци                               |                                         | 642                                     | 64,7%                                   |
| Срби                                    | Срби                                    |                                         | 130                                     | 13,1%                                   |
| Турци                                   | Турци                                   |                                         | 74                                      | 7,5%                                    |
| Роми                                    | Роми                                    |                                         | 64                                      | 6,4%                                    |